# Hussein Ali (futbolista)
Hussein Ali (Malmö, 1 de marzo de 2002) es un futbolista sueco, nacionalizado iraquí, que juega en la demarcación de lateral derecho para el SC Heerenveen de la Eredivisie.

## Selección nacional
Hizo su debut con la selección absoluta de Irak el 7 de septiembre de 2023 en un encuentro amistoso contra India que finalizó con un resultado de empate a dos tras los goles de Aymen Hussein y Ali Al-Hamadi para Irak, y de Naorem Mahesh Singh y un autogol de Jalal Hassan para India.

## Clubes
| Club          | País         | Año       | Partidos | Goles |
| ------------- | ------------ | --------- | -------- | ----- |
| Örebro SK     | Suecia       | 2019-2022 | 64       | 0     |
| SC Heerenveen | Países Bajos | 2023-     | 31       | 0     |